# The Legend of Zelda (jeu vidéo)
Vous lisez un « article de qualité » labellisé en 2017.
Cet article concerne le premier jeu vidéo de la série. Pour la série, voir The Legend of Zelda.
The Legend of Zelda (ou simplement Zelda) est un jeu d'action-aventure développé et édité par Nintendo le 21 février 1986 au Japon sur Famicom Disk System, l'extension de la Famicom, puis sur NES le 22 août 1987 aux États-Unis et en novembre 1987 en Europe. Il s'agit du premier épisode de la série homonyme.
Dans un univers de médiéval fantastique appelé Hyrule, Link doit récupérer les huit fragments de la Triforce de la sagesse afin de vaincre Ganon, délivrer la princesse Zelda et ramener la paix dans le royaume. Durant le jeu, Link se déplace librement et sans indication dans une carte du monde affichée en vue de dessus, mais explore également plusieurs donjons labyrinthiques souterrains. Le royaume d'Hyrule est habité par de nombreux monstres que Link doit combattre, et recèle de nombreux secrets et énigmes à résoudre, ce qui permet à Link de découvrir des objets utiles à son avancement dans la quête ou des armes améliorant ses capacités. L'exploration et la découverte de secrets sont le cœur de l'expérience de jeu. Lorsque le joueur a fini la partie, il peut recommencer le jeu dans une aventure remaniée appelée « seconde quête » comportant des donjons et une carte du monde modifiés ainsi que des ennemis plus coriaces.
The Legend of Zelda est conçu par Shigeru Miyamoto et Takashi Tezuka, et développé par Nintendo R&D4. La bande-son est composée par Koji Kondo. Miyamoto veut faire un grand jeu d'aventure et puise son inspiration dans son enfance, durant laquelle il a exploré, jusqu'à se perdre, des environnements inconnus, découvrant tantôt un lac, tantôt une grotte ou une maison abandonnée. Le jeu s'inspire directement de l'univers de fantasy du film Legend de Ridley Scott, sorti en 1985, ainsi que des livres Le Seigneur des Anneaux de J.R.R. Tolkien. Miyamoto emprunte également à The Tower of Druaga de Namco, les premières versions de Zelda n'étant qu'un enchaînement de donjons souterrains. Miyamoto s'inspire par la suite d'Hydlide, un jeu d'action-RPG de T&E Soft, en imitant sa carte du monde. The Legend of Zelda emprunte également à diverses mythologies : Link est un personnage inspiré de l'elfe et de Peter Pan de Disney.
The Legend of Zelda est l'une des meilleures ventes de jeux de Nintendo avec 6,51 millions d'exemplaires écoulés. Lors de sa sortie, il est très bien accueilli par la presse spécialisée, recevant des critiques très élogieuses, notamment pour son univers gigantesque, son gameplay novateur et des musiques remarquables. Lorsqu'il est publié en Occident, le jeu est déjà en tête des ventes au Japon. Les critiques s'aperçoivent rapidement que Zelda est un jeu hors du commun, une « réussite », qui va obtenir un grand succès. Ses rééditions sur GameCube en 2003 dans la compilation The Legend of Zelda: Collector's Edition, Game Boy Advance en 2004 dans la série NES Classics, puis en version dématérialisée sur les consoles virtuelles de la Wii, Nintendo 3DS et Wii U de 2006 à 2013 puis la version Nintendo Switch Online en 2018, sont plutôt bien accueillies. Tous s'accordent à dire que le jeu résiste bien au temps grâce à son gameplay, malgré des visuels datés. Nintendo publie également une adaptation sensiblement modifiée sur Satellaview.
The Legend of Zelda donne naissance à une série de jeux vidéo prolifique comptant de nombreux préquelles et spin-off, dont les plus remarqués et les plus appréciés sont d'abord The Legend of Zelda: A Link to the Past, puis The Legend of Zelda: Ocarina of Time et The Legend of Zelda: Majora's Mask. Zelda figure régulièrement dans des classements de meilleurs jeux. Il est considéré comme l'épisode fondateur de la série, un des jeux les plus influents et un précurseur du jeu vidéo de rôle. Par ailleurs, The Legend of Zelda est le premier jeu de l'histoire à intégrer une batterie au lithium dans sa cartouche permettant de sauvegarder les parties. Cette franchise forte permet à Nintendo de commercialiser de nombreux produits dérivés et fédère de nombreux fans. Ces derniers produisent du contenu comme des fanfiction, des cosplay, des jeux vidéo, ou réalisent des speedrun. C'est également la première apparition de Link, l'un des personnages les plus reconnus de l'univers vidéoludique.

## Trame

### Contexte
The Legend of Zelda est le premier jeu de la série du même nom. Les évènements qui se déroulent dans le jeu prennent place après ceux qui surviennent dans The Legend of Zelda: Tri Force Heroes (sorti en 2015) et avant ceux de Zelda II: The Adventure of Link (sorti en 1987). Le jeu se situe chronologiquement à la fin de l'univers parallèle de la série où Link a été incapable de vaincre Ganon dans l'épisode Ocarina of Time,.

### Univers
The Legend of Zelda prend place dans un univers médiéval-fantastique. L'action se déroule dans le royaume d'Hyrule, où trois personnages dominent les évènements : le héros Link, la princesse Zelda et le méchant Ganon. Hyrule met en scène la mythologie de la Triforce, une relique composée de trois triangles magiques qui donnent un pouvoir immense à son détenteur. Chacun de ces triangles représente une valeur : la puissance (appelée force plus tard dans la série), la sagesse et le courage.

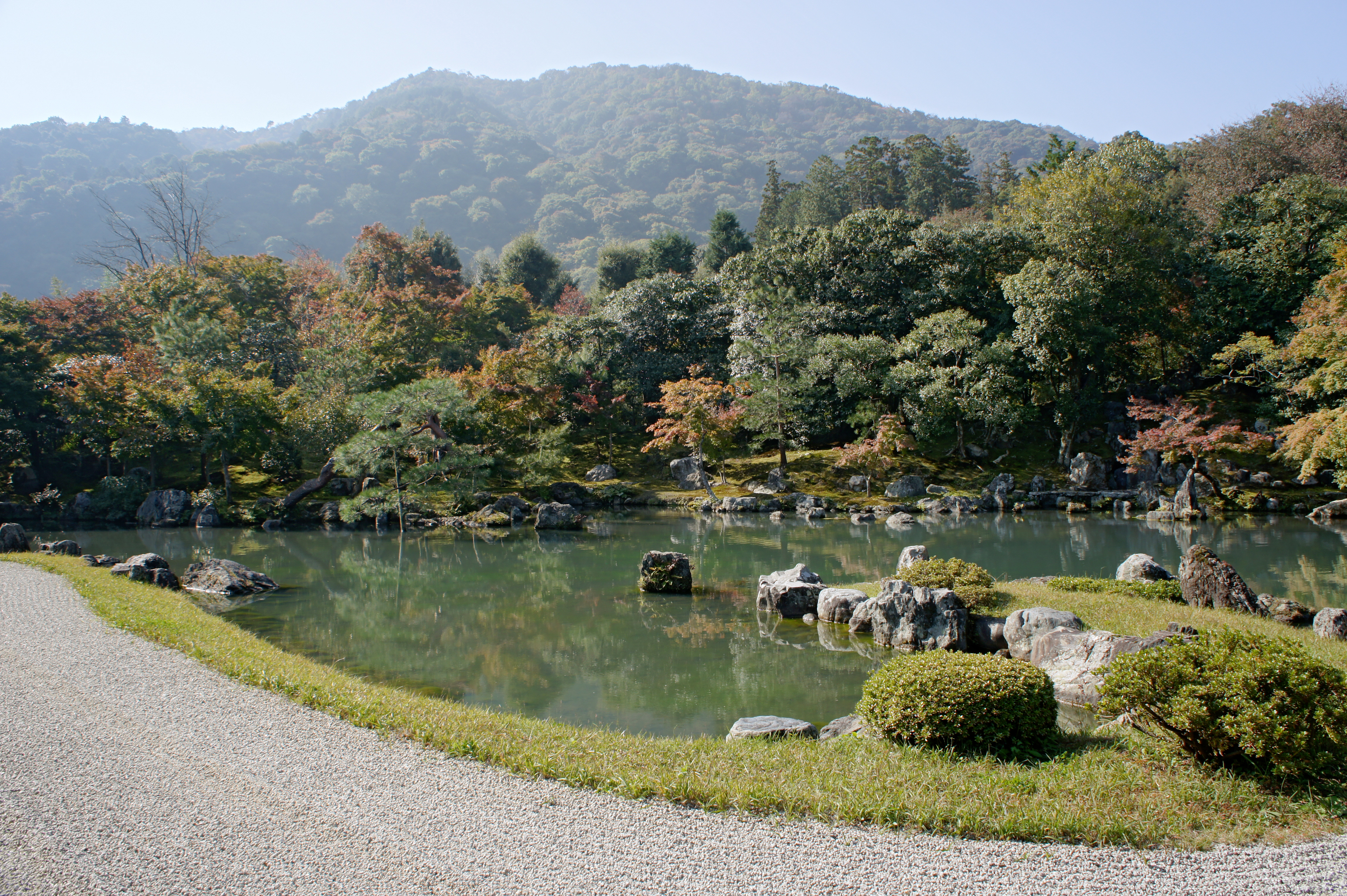
Shigeru Miyamoto s'inspire de ses explorations juvéniles des forêts et des alentours de Kyoto pour réaliser l'univers de The Legend of Zelda.

Hyrule comporte huit donjons labyrinthiques souterrains disséminés aux quatre coins du royaume, qui ont chacun une forme particulière évoquée par leur nom : Aigle, Lune, Manji, Serpent, Lézard, Dragon, Démon et Lion, ainsi qu'un dernier donjon dans la montagne de la mort, le repaire de Ganon, qui ressemble à une tête de mort. L'ensemble des zones souterraines est appelé « monde sublunaire » et la surface est appelée « monde extérieur ». Le sud-est est une immense région verdoyante, où le héros débute la partie, avec des forêts et des cours d'eau. À l'ouest se situe le grand cimetière du royaume et les effrayants bois perdus. Une chaîne de montagnes particulièrement sauvage se dresse au nord du royaume d'Hyrule, où se trouve notamment la montagne de la mort, dans laquelle se situe le palais de Ganon. Il n'y a cependant pas de château d'Hyrule, qui n'apparaît que dans les prochains épisodes de la série.

### Personnages et ennemis
Le héros Link, créé par Shigeru Miyamoto, ressemble à un quidam afin que tout joueur puisse facilement s'y identifier. Au départ de la série, l'équipe pense à un grand chapeau et de grandes oreilles, et s'oriente naturellement vers le design d'un elfe. De plus, les oreilles pointues, qui rappellent Peter Pan, poussent Miyamoto, qui apprécie l'univers Disney, et les développeurs, à s'en inspirer pour réaliser le personnage, et reprennent notamment la couleur verte de sa tenue,. Link ne parle jamais et chaque histoire créée autour de lui par Nintendo traite plus ou moins de son passage à l'âge adulte ou y fait au moins référence. Chaque époque de la série The Legend of Zelda possède sa propre Zelda, comme son propre Link. Il est un orphelin d'extraction modeste âgé de presque 16 ans. Armé de son épée et de son bouclier, courageux face au danger, il est poussé par le destin à de grandes responsabilités. C'est l'élu, marqué du symbole d'Hyrule, celui qui doit ramener la paix dans le royaume. Dans le jeu, c'est un héros modeste qui manque de stature, mais il fait preuve de maniabilité et polyvalence. Ce n'est qu'un jeune garçon voyageur, pas très grand, avec les cheveux marron. Il ne parle pas et n'est pas très expressif, sauf quand il obtient un nouvel objet : Link se tourne et lève l'objet en l'air comme un champion lève une coupe. Il « pourrait » être le descendant du Link qui voyageait pour se former et vaincre Ganon, à l'ère de l'ombre et la lumière. Il est vêtu d'une tunique verte, agrémentée d'accessoires de couleur marron (mais sa tenue peut changer de couleur si le joueur obtient une bague magique bleue ou rouge),,,,,,.
Impa est la nourrice de la princesse Zelda et descend d'une longue lignée de serviteurs dévoués à la famille royale d'Hyrule. Elle est chargée de protéger les trésors royaux et de préserver l'histoire de la famille royale en s'assurant de la transmission des récits séculaires et de la tragédie de la première princesse Zelda. Dans ce premier épisode, Zelda est l'archétype de la princesse. Le joueur rencontre des personnages non-joueurs uniquement dans des grottes disséminées dans le royaume d'Hyrule ; certains vendent des objets qui permettent à Link d'avancer dans sa quête. Quelques cavernes abritent une source et une fée, qui soulage les blessures du personnage principal. Certains personnages, qui peuvent aussi être rencontrés dans les donjons, donnent des conseils pour guider le héros dans sa quête,.
Link rencontre une série d'ennemis. À la surface, il est amené à combattre des Octorocks, sorte de pieuvres rouges ou bleues qui lancent des pierres, des Tektites qui s'approchent en sautant, des Moblins qui lancent des flèches, des Ghinis qui apparaissent au contact des tombes, des Lynels qui attaquent à l'épée ou des Zoras qui vivent dans l'eau et lui tirent dessus,. Dans les secteurs souterrains, Link affronte par exemple les Wizzrobes qui jettent des sorts, les Darknuts qui ne peuvent être attaqués que de côté, les Like Like qui avalent les boucliers magiques, les Lanmolas qui sont une sorte de mille-pattes, les Stalfos, des squelettes qui attaquent avec une épée dans chaque main, mais aussi La Main qui attrape Link et le ramène à l'entrée du donjon,. À la fin de chaque donjon, Link se mesure à un boss, le neuvième et dernier étant situé dans la montagne de la mort où il combat Ganon. Prince des ténèbres, Ganon fut vaincu à d'innombrables reprises par les héros dans les jeux de la série placés chronologiquement avant The Legend of Zelda. Cependant, après une longue période de silence, il revient à la vie et tente de récupérer la Triforce complète. Toutefois, l'être qui fait face à Link à la fin du jeu n'est plus Ganon, mais une bête maléfique dénuée de toute intelligence,. Dans ce premier épisode, Ganon a l'aspect d'un gros cochon anthropomorphe.

### Scénario

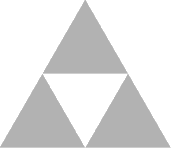
Link doit récupérer la Triforce de la sagesse durant son aventure.

Le royaume d'Hyrule est plongé dans le chaos depuis l'attaque de l'armée maléfique de Ganon, le Prince des ténèbres. Animé par une volonté de domination, il dérobe la Triforce du pouvoir, une des trois reliques qui possèdent des pouvoirs mystiques. Afin d'empêcher Ganon de s'emparer de la Triforce de sagesse, la princesse Zelda la divise en huit fragments et les cache dans différents donjons secrets du royaume, puis charge Impa, sa nourrice, de s'enfuir à travers le royaume pour trouver un homme assez courageux pour affronter Ganon. Elle est capturée par ce dernier puis s'évade, mais elle est rattrapée par les hommes de Ganon. Link, qui parcourt le royaume, apparaît à ce moment et sauve Impa des hommes de Ganon. Elle lui fait part des évènements survenus au royaume d'Hyrule, au sujet de Ganon et de Zelda. Link décide alors de sauver la princesse, mais doit d'abord rassembler les huit morceaux de la Triforce de sagesse que Zelda a cachés, afin de devenir assez puissant pour vaincre Ganon,,.
Au cours du jeu, Link localise les huit donjons souterrains d'Hyrule, vainc chaque boss et récupère les huit fragments de la Triforce de sagesse. Grâce à la Triforce reconstituée, Link réussit à atteindre la montagne de la mort, puis combat Ganon. Link finit par l'éliminer grâce aux flèches d'argent, puis récupère la Triforce de pouvoir et délivre la princesse Zelda, à qui il rend la Triforce, ramenant la paix dans le royaume d'Hyrule,,.

## Système de jeu

### Généralités
The Legend of Zelda est un jeu d'action-aventure qui incorpore des éléments de jeu de rôle. Le joueur contrôle un personnage et le déplace dans un monde ouvert: une carte du monde aux décors variés et vue de dessus. Cette carte du monde, comme les donjons et les grottes, est rendue à l'écran grâce à une technique appelée flip-screen (ou flick-screen) : la carte est divisée en 128 morceaux correspondant chacun à la taille exacte de l'écran. Le jeu affiche un seul écran fixe, dans lequel le joueur peut déplacer le personnage librement. Lorsque le personnage atteint n'importe lequel des côtés de l'écran, un effet de transition fait disparaître l'écran en cours et affiche la partie adjacente de la carte, offrant de nouveaux graphismes, lieux et ennemis. En outre, de petites parties des donjons connectées à des escaliers, souvent un seul écran, sont affichées en vue latérale.
Toute une panoplie d'ennemis s'opposent à la progression de Link, et oblige le joueur à alterner des phases de combat à l'épée ou avec des objets qu'il a gagnés ou achetés, et des phases de recherche. Dans celles-ci, Link doit trouver des grottes, dans lesquelles il rencontre des personnages non-joueurs qui lui viennent en aide, ou les neuf donjons qu'il doit explorer. Le but est de faire progresser les capacités du personnage grâce à des cœurs de vie et des armes de plus en plus performantes et vaincre les huit boss, Ganon, puis délivrer la Princesse Zelda,,.

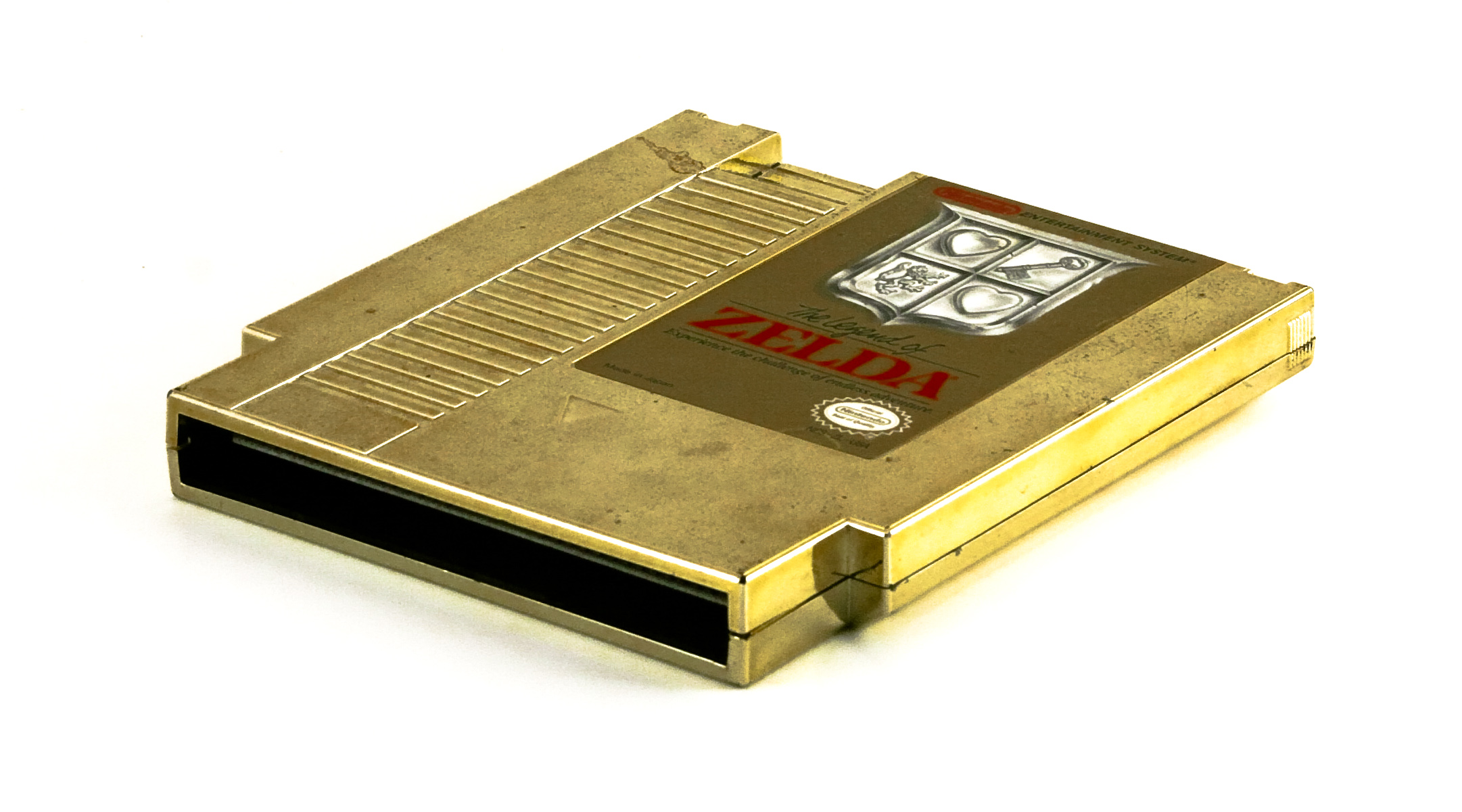
La cartouche de jeu occidentale, de couleur dorée, contient une pile qui permet de sauvegarder l'avancement de la partie.

The Legend of Zelda est le premier jeu à utiliser un système de sauvegarde, fonctionnant à l'aide d'une pile intégrée dans sa cartouche. Le jeu propose trois emplacements de sauvegarde. Quand le joueur relance une partie sauvegardée, il recommence avec seulement trois cœurs de vie, au début de la zone où se situait le personnage lors de la sauvegarde.

### Carte du monde
La carte du monde offre une totale liberté d'action et de mouvement. Link peut se déplacer, combattre des ennemis ou chercher les passages secrets vers les grottes ou les donjons, et rencontrer les personnages non-joueurs autant qu'il le désire. Le joueur ne reçoit aucune indication sur la direction à prendre ou sur un ordre de tâches à effectuer. Cependant, la cartouche est vendue avec un manuel qui donne beaucoup d'indications et un dessin de la carte du monde. De la même manière, l'histoire est très peu présentée au début du jeu, mais détaillée dans le manuel,,.
The Legend of Zelda recèle de nombreux passages secrets : l'entrée de certaines grottes et donjons est cachée sous différents types de décors (derrière des arbustes, qui doivent être brûlés pour révéler le passage, derrière des statues ou des rochers qui doivent être touchés ou déplacés, ou encore des murs qui doivent être explosés avec des bombes pour découvrir l'entrée). Certaines de ces grottes sont facilement accessibles alors que d'autres sont dissimulées sous des arbres, des rochers ou derrière des chutes d'eau,.
Tout au long du jeu, divers personnages aident Link en lui donnant ou vendant des objets, et aussi en lui proposant des indices. Ces personnages peuvent être rencontrés dans les grottes disséminées sur la carte du monde,.

### Armes, objets, vie et amélioration du personnage
Lorsque Link tue des ennemis, ils laissent derrière eux des cœurs de vie qui permettent à Link de reprendre de la vie, des rubis qui permettent au joueur d'acheter des objets, et aussi des recharges de bombes, une horloge qui immobilise les ennemis ou un morceau de viande qui les attire. Dans les grottes, des personnages non-joueurs offrent également des rubis, d'autres vendent des objets, des armes, des potions de vie, des bombes ou des flèches. Link peut également récupérer de la vie grâce aux fées, qui lui redonnent une partie de sa barre de vie, ou aux bouteilles rouges et bleues qu'il peut acheter et qui ont le même effet,.
Au début du jeu, Link est seulement équipé d'un bouclier basique, mais le joueur peut trouver une épée rapidement, dès le premier écran du jeu. Link peut par la suite améliorer deux fois la qualité de son épée. Lorsque Link possède toute sa vie, son épée projette au loin une sorte de rayon pouvant toucher les ennemis,. Les bagues rouges et bleues, qu'il peut trouver ultérieurement, réduisent les dégâts des ennemis. L'échelle permet à Link de passer au-dessus des petits trous d'eau. Le joueur est susceptible de trouver des réceptacles de cœur qui augmentent la vie de Link — le joueur en gagne également un à chaque fois qu'il terrasse un boss. Le bracelet de puissance est indispensable pour déplacer les rochers. Le radeau permet de se rendre sur les îlots, la viande sert d'appât pour attirer les ennemis, la flûte déclenche des phénomènes particuliers et la clef magique ouvre n'importe quelle porte,.
Le joueur bénéficie d'armes qui ont parfois un double usage. Par exemple, le boomerang en bois, qui peut être amélioré en boomerang magique, est capable de toucher les ennemis, mais aussi de ramener les objets vers Link. Les bougies rouges et bleues sont en mesure d'éclairer les pièces sombres des donjons et servent aussi à brûler les arbustes. Link peut acquérir l'arc mais doit acheter les flèches. Le bâton magique peut être amélioré grâce au livre magique pour qu'il envoie des flammes,.
En haut de l'écran, l'interface est affichée sur une petite bande à fond noir. Un plan est affiché à gauche, au milieu est affiché le nombre de rubis, de clefs et de bombes, ainsi que les deux items sélectionnés. Une série de cœurs symbolisant la barre de vie est affichée à droite. Les items sont sélectionnables par le joueur grâce à un sous-écran apparaissant en haut de l'écran quand le joueur appuie sur un bouton,,.

### Donjons
Dans chacun des donjons, Link doit terrasser ses ennemis et vaincre le boss afin d'obtenir le fragment de Triforce. Les donjons peuvent être visités dans n'importe quel ordre, mais cela augmente sensiblement la difficulté de jeu, étant donné que certaines difficultés ne peuvent être franchies que grâce à des objets récupérés dans les donjons précédents (dans l'ordre proposé par les concepteurs). Les entrées des trois derniers donjons sont cachées. Quand Link réunit les huit morceaux de la Triforce, il peut accéder au neuvième et dernier donjon, et délivrer la Princesse Zelda,.
Chaque donjon est un assemblage labyrinthique de salles connectées entre elles par des portes ouvertes, fermées à clef, des persiennes à ouverture et fermeture automatique, ou des passages secrets qui doivent être dévoilés à l'aide de bombes. Les salles sont habitées par une grande variété de monstres, différents de ceux de la surface. Dans chaque donjon, apparaissent de nouveaux monstres, plus forts ou plus rapides. Dans certaines de ces salles, Link peut rencontrer des personnages non-joueurs qui offrent des indices. Dans chaque donjon, Link peut trouver la carte qui affiche la disposition des salles, la boussole qui indique l'endroit où est situé le boss, et de nombreuses clés qui ouvrent les portes. Link trouve également dans ces donjons des objets complétant son arsenal comme le boomerang ou la flûte. L'anéantissement de tous les ennemis, bien que cela puisse faire apparaître une clef ou un objet ou ouvrir une porte, ne mène pas à la victoire. Le joueur doit trouver des passages secrets, déplacer des blocs pour ouvrir des passages, utiliser les bonnes armes ou des objets précis en fonction de la situation,.

### Seconde quête
Quand le joueur a terminé la partie, il peut accéder à une quête plus difficile, officiellement appelée Second Quest (裏ゼルダ, Ura Zeruda, lit. « autre Zelda »), qui inclut de nouveaux donjons, des objets placés différemment, et des ennemis plus coriaces. La carte du monde est modifiée, comme les emplacements des donjons et des objets. La seconde quête est rejouable à chaque fois qu'une partie est terminée, mais est également accessible en choisissant « ZELDA » en tant que nom de partie,.

## Développement

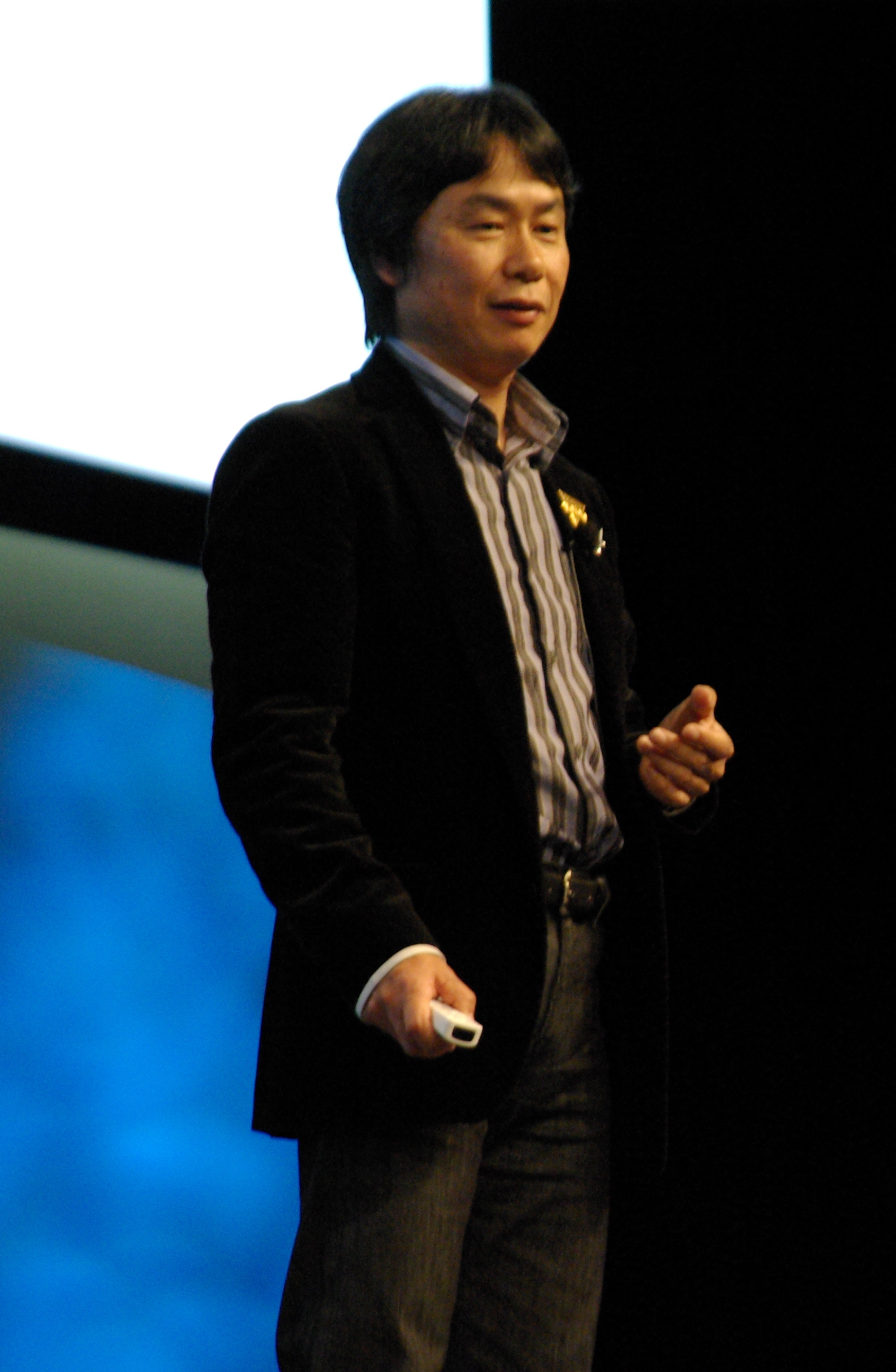
Shigeru Miyamoto, le créateur de The Legend of Zelda, et personne clef de la série éponyme.

### Équipe
The Legend of Zelda est conçu par Shigeru Miyamoto, et Takashi Tezuka, son bras droit,. Miyamoto produit et Tezuka écrit l'histoire et le script. Parmi les programmeurs, figure Toshihiko Nakago, qui travaille régulièrement sur les jeux de Miyamoto et qui code les idées que ce dernier trouve et que Tezuka met en pratique. Tous les trois sont très amis et sont très liés, ils mangent par exemple tous les trois ensemble tous les midis, discutent de leurs projets et prennent donc parfois plus de repas entre eux qu'avec leur femme respective. Lors de déplacements pour le travail, il est même arrivé à Nakago de dormir avec Miyamoto dans le même lit. En 2009, Satoru Iwata, alors président de Nintendo, n'hésite pas à les présenter comme « le triangle d'or ». Keiji Terui, un scénariste qui a travaillé sur les adaptations en anime de Dr Slump et Dragon Ball, écrit l'histoire présentée dans le manuel, en s'inspirant de conflits s'étant déroulés en Europe durant le Moyen Âge. Le jeu est développé par Nintendo R&D4. La musique du jeu est composée par Koji Kondo. Kondō est un musicien de formation recruté par Nintendo, à l'opposé des techniciens et programmeurs qui composent la musique de jeux sans avoir une réelle passion ou formation. Miyamoto, Tezuka, Nakago et Kondō sont les principaux acteurs de la création de The Legend of Zelda.
Miyamoto est un artiste qui a des affinités pour la musique, l'architecture et le design, ce qui le conduit à devenir designer industriel. Il est embauché par Nintendo en 1977 grâce à son père, ami de Hiroshi Yamauchi, le président à cette époque, alors que l'entreprise se concentre sur le jeu vidéo. Tout d'abord chargé de concevoir des bornes d'arcade, Miyamoto se voit confier la réalisation de Donkey Kong en 1981, qui devient un succès sans précédent pour la firme japonaise, lui permettant de passer de petite entreprise fabricant des cartes de jeu à acteur majeur du divertissement électronique à l'époque. Ce succès permet à Nintendo de financer plusieurs projets historiquement clef pour elle : la NES et deux jeux à succès. Miyamoto réalise Super Mario Bros. en 1985, suite de Mario Bros. sorti en 1983, puis The Legend of Zelda dont il veut faire un jeu complètement différent de ce dernier, une grande aventure.

### La jeunesse de Miyamoto, lafantasyet la mythologie
Miyamoto puise son inspiration dans son expérience d'enfant, puis d'adolescent de Sonobe, dans la région du Kansai au Japon. Jeune, il adore explorer les forêts à proximité de chez lui, se perdre dans des environnements inconnus, puis découvrir parfois un lac, une grotte ou une maison abandonnée. De plus, avant de visiter un lieu, il évite de se documenter afin de pouvoir le découvrir sans a priori. Miyamoto veut retranscrire son sentiment de peur et de curiosité lorsqu'il pénétrait dans des lieux sombres, et sa sensation d'émerveillement : « Quand j'étais enfant, j'allais me promener et un jour, je suis tombé sur un lac. J'étais assez surpris de le trouver là. J'ai voyagé sans carte à travers le pays, essayant de trouver mon chemin, et j'ai découvert des choses incroyables au fur et à mesure de mes pérégrinations. Je me suis rendu compte de l'effet produit sur moi par de telles aventures ». Dans chaque jeu de la série The Legend of Zelda auquel il participe, Miyamoto essaie toujours de transmettre l'esprit d'aventure, et les sensations d'effroi et d'émerveillement sans limite qui ont marqué sa jeunesse. Dans ce jeu, le premier de la série, il veut amener l'idée d'un « monde » de jeu encore plus marqué, afin d'offrir au joueur « un jardin miniature » qu'il peut visiter selon ses envies. Miyamoto s'inspire également des souvenirs de son enfance, où il est perdu au milieu du labyrinthe de portes coulissantes dans sa maison familiale de Sonobe, ambiance recréée dans les donjons labyrinthiques de The Legend of Zelda.
Miyamoto puise aussi son inspiration dans le film Legend de Ridley Scott, sorti en 1985. Dans ce long métrage se déroulant dans un univers de fantasy, Tom Cruise incarne une sorte d'elfe qui doit sauver le royaume sur lequel le Seigneur des Ténèbres veut faire s'abattre l'obscurité. Le jeune elfe doit également sauver la princesse que le Seigneur des Ténèbres a capturée. L'archétype du valeureux chevalier luttant contre un tyran pour délivrer un royaume peuplé d'elfes mais aussi de fées renvoie à l'heroic fantasy mais aussi au genre littéraire du conte.
Takashi Tezuka a développé le décor et écrit le scénario. Il s'est inspiré du Le Seigneur des anneaux de J. R. R. Tolkien.
The Legend of Zelda est très marqué par la mythologie et en emprunte divers codes. Au centre de la mythologie d'Hyrule, la Triforce symbolise la force, la sagesse et le courage, correspondant respectivement aux traits des personnages principaux de la série, Ganon, la princesse Zelda et Link. Ce n'est pas la première fois que Miyamoto met trois personnages au centre de ses jeux, puisque dans Donkey Kong, Mario, alors appelé Jumpman, doit secourir une demoiselle en détresse, capturée par un gorille géant, Donkey Kong. Link, inspiré de Peter Pan, l'est aussi de l'elfe. Même si l'origine, l'aspect et le rôle de ce personnage imaginaire sont incertains, l'elfe figure notamment dans la mythologie nordique. La fée, bienfaitrice, qui est présente dans de nombreux lieux d'Hyrule, appartient au folklore de l'Occident médiéval.

### The Tower of Druagaet les donjons souterrains
En 1984, deux jeux de rôle font sensation et influencent fortement Miyamoto dans ses choix. Le premier, The Tower of Druaga de Namco, domine les salles d'arcade et comme ses confrères, Miyamoto est fan, au point de se faire livrer une borne de ce jeu d'action-RPG au bureau, mais c'est aussi un moyen de mieux appréhender les mécaniques du jeu,.
Au départ, le projet nommé Adventure title ressemble à The Tower of Druaga : il est uniquement destiné aux salles d'arcade et seule l'exploration des donjons est programmée, sans parcours à l'extérieur sur la carte du monde. Le jeu est alors une suite de donjons souterrains, autour d'un dernier donjon appelé la montagne de la Mort. Chaque donjon était représenté par une montagne à traverser via ses souterrains et le jeu en comportait environ cinq plus le dernier donjon. Cependant, le jeu est déjà très orienté vers les énigmes (aussi appelées secrets) et le devient de plus en plus, jusqu'au point où Miyamoto se demande même si Adventure title est bien un jeu d'aventure. Dès les premières semaines, des dessins de Link apparaissent : il est équipé d'une épée, de bombes et d'un arc. D'autres objets qui deviennent par la suite des marqueurs de la série sont également présents : des clefs, des bougies ou des fioles.
Par la suite, le projet évolue et n'est plus destiné aux salles d'arcade, mais au Famicom Disk System qui, grâce à son système de données réinscriptibles, permet au joueur de créer ses propres donjons et de les partager avec d'autres joueurs. À ce moment-là, le mode de jeu « aléatoire », qui génère des donjons aléatoirement, et le mode « édition » qui permet au joueur de créer ses propres donjons, sont prévus,. C'est aussi à cette période que l'utilisation du NES Zapper est également envisagée. Toutefois, les faibles ventes de l'accessoire obligent Miyamoto et Tezuka à abandonner le projet.

### Hydlideet sa carte du monde
« En cours de développement, on s'est dit : « Ce serait mieux si on avait des phases de jeu en plein air aussi ». On a alors commencé à créer des séquences dans un second temps. »

— Toshihiko Nakago
Le second jeu ayant de l'influence sur Miyamoto est Hydlide, un jeu d'action-RPG très populaire de T&E Soft. C'est en s'inspirant de ce jeu qu'Adventure title évolue considérablement et se dote de sa carte du monde au-dessus des donjons. La carte d'Hyrule est dessinée en une seule séance non sans quelques ratures et corrections, à deux en même temps sur la même feuille, Tezuka dessinant tout le côté gauche et Miyamoto celui de droite. La plaine d'Hyrule provient du désir de Miyamoto et Tezuka d’offrir plus qu'une simple suite de donjons souterrains et conduit donc à la création d'un monde ouvert. Ceci est d'autant plus réalisable que le support disquette du Famicom Disk System offre 128 ko d'espace de stockage des données, ce qui est beaucoup plus important que les premières versions de la cartouche NES. « Nous voulions mettre en scène un monde au-dessus des donjons : nous avons donc ajouté des forêts et des lacs, et c'est ainsi que la plaine d'Hyrule a pris forme petit à petit », déclare Miyamoto. Il ajoute : « C'est un jeu où l'on doit explorer les endroits suspects […] (avec) l'état d'esprit d'un enfant qui rentre seul dans une cave : le jeu doit le captiver. En y pénétrant, il faut qu'il sente le souffle froid qui l'entoure. Il doit découvrir un embranchement et décider de l'explorer ou non. Parfois, il se perd. ». L'exploration devient le cœur de l'expérience de jeu d'Adventure title.

« Des forêts, des sources et d'autres éléments rajoutés çà et là ont progressivement fini par donner naissance à cette aire nommée Hyrule. »

— Shigeru Miyamoto

### Plusieurs projets simultanés
Le développement de The Legend of Zelda et celui de Super Mario Bros. débutent quasiment en même temps. Miyamoto supervise son équipe Nintendo R&D4 divisée en deux, placée sur chaque projet. Miyamoto a la charge de séparer les idées et les concepts entre les deux jeux. Mario doit être linéaire et l'action doit se dérouler dans une séquence unique, alors que Zelda doit être tout le contraire. Parfois, certaines idées passent d'un projet à l'autre, comme les tourniquets de feu, qui finissent dans le gameplay du célèbre plombier. Toutefois, Miyamoto minimise l'importance du high score au profit de l'objectif de terminer le jeu dans Mario, concept qu'il adapte également à The Legend of Zelda. Zelda est de son côté non linéaire et oblige le joueur à réfléchir à l'action suivante qu'il doit entreprendre.

« Ça, c'est une idée pour Mario, ou ça, c'est une idée pour Zelda, même si certaines idées pouvaient convenir à l'un et à l'autre. »

— Shigeru Miyamoto
Au début de l'année 1985, le jeu commence à ressembler au concept final, ayant été amputé des salles visitées à la suite et de ses aspects arcade. À ce stade du développement, le projet Zelda progresse plus vite que celui de Mario, au point que l'équipe pense même qu'il va sortir avant ce dernier. Cependant, la parution de The Legend of Zelda est prévue pour le début de l'année 1986. Nintendo, qui a fortement besoin de jeux pour alimenter la ludothèque de sa nouvelle Famicom Disk System, l'extension de la Famicom, a décidé de caler la sortie de The Legend of Zelda pour accompagner celle de l'extension. Super Mario Bros. devient prioritaire — la sortie est prévue pour l'été 1985 — et Zelda est mis en pause. Nintendo est persuadé à l'époque que grâce à son extension, le support disquette va supplanter la cartouche et veut donc livrer au public la cartouche ultime, gage de son savoir-faire. De plus, Miyamoto se passionne pour le jeu de type beat them all intitulé Kung-Fu Master qui l'impressionne. C'est un jeu adapté du film Soif de justice avec Jackie Chan. Il insiste pour en réaliser le portage sur NES, avec Nakago, afin de se familiariser avec les particularités du genre, dans le but d'apprendre pour Super Mario Bros.. Malgré ces projets parallèles, Zelda ne subit qu'un ralentissement de son développement pendant cinq à sept mois, une petite partie de l'équipe continue à travailler. Quand le projet Mario est achevé, l'équipe se remet alors à travailler sur The Legend of Zelda.

### Exploration libre, sans aide
L'histoire est uniquement présentée par un très court synopsis au début du jeu, puis dans le manuel. Durant le jeu, le joueur ne reçoit aucune indication sur les directions à prendre et les tâches à accomplir. Dans les premières versions du jeu, le joueur démarre avec l'épée dans son équipement. Les Japonais étaient désemparés et avaient des problèmes pour trouver leur chemin à travers les multiples donjons. Plutôt que d'accéder aux diverses requêtes demandant de simplifier le parcours, Miyamoto décide d'enlever l'épée à Link, ce qui a pour effet d'obliger les joueurs à communiquer entre eux, s'aider et s'échanger les secrets du jeu.
The Legend of Zelda est marqué par la simplicité de son gameplay, ce qui le rend tout de suite accessible aux plus jeunes joueurs et facilite l'exploration. Tout est réduit au strict minimum, l'interface est minimale et aucune indication n'est donnée au joueur ; les combats sont simples et dénués d'options, à l'opposé d'un jeu comme Dragon Quest d'Enix, sorti la même année en 1986, qui offre au joueur diverses possibilités durant les phases de jeu ; les interactions avec les personnages non-joueurs sont également réduites au minimum.
Cet univers ouvert, qui donne entièrement le choix au joueur, sans aucune indication, laisse Hiroshi Yamauchi, dirigeant de Nintendo, perplexe : « On ne va pas vendre un jeu dans lequel le joueur ne sait pas où se situe son objectif ! » Miyamoto commente : « Nous étions très nerveux car The Legend of Zelda fut notre premier jeu qui forçait le joueur à réfléchir à ce qu'il devait faire » et « nous avions peur que le joueur s'ennuie et devienne stressé par ce nouveau concept ». The Legend of Zelda est un concept radical à l'époque, et Nintendo s'inquiète d'un mauvais accueil aux États-Unis. Jamais un jeu aussi ouvert, non linéaire, et libre a été mis sur le marché grand public. Pourtant, la version finale du jeu met en scène à son commencement un héros désarmé, mais avec une grotte à proximité, qui incite à l'exploration et préfigure au joueur les tâches qu'il aura à effectuer : découvrir des solutions par lui-même. Plus tard, dans une interview de la série Iwata demande, Miyamoto compare le début du jeu à celui du film L'Histoire sans fin, dans lequel est délivré un message du style « Tiens, petit, prends cette épée ». Selon Miyamoto, « c'était simple ».

### L'erreur de Tezuka

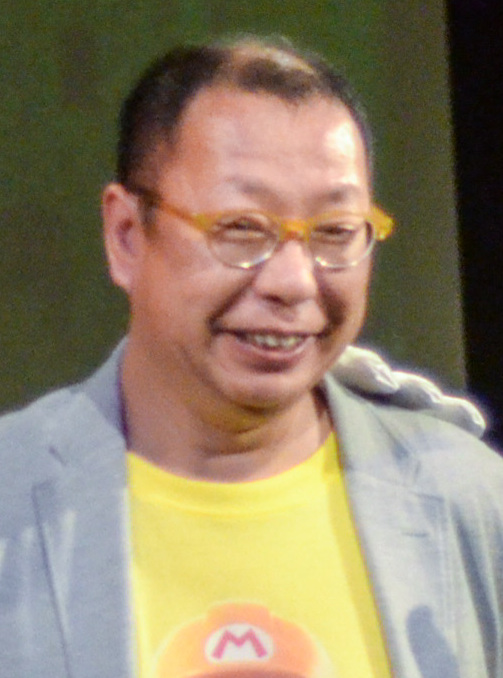
La seconde quête doit son existence au fait que Tezuka réussit à caser la totalité du jeu dans une moitié de l'espace disponible.

La seconde quête doit son existence à une erreur de Tezuka. Il crée l'ensemble des plans des donjons à la manière de pièces d'un puzzle qui s'emboîtent, ce qui lui permet de réduire la place nécessaire. La quête principale n'utilise finalement que la moitié de l'espace disponible, donc afin d'utiliser les 50 % d'espace restant, Miyamoto invente cette nouvelle quête aux cartes et aux placements des objets différents,,.

### Les personnages
Tezuka dessine le personnage de Link. La NES, limitée techniquement, ne permet l'utilisation que de trois couleurs. Ses concepteurs doivent donc se limiter au jaune, au marron et au vert que Link arbore. Miyamoto désire qu'il soit très reconnaissable ; il décide de l'affubler d'un gros bouclier et d'une grande arme. Miyamoto et Tezuka ajoutent par la suite un long chapeau et de grandes oreilles au personnage en tenue verte, ce qui leur évoque Peter Pan. Miyamoto étant fan de l'univers Disney, ils s'en inspirent partiellement. Le nom Link est issu des premières idées de conception du jeu : au départ, la Triforce est composée de fragments de puces électroniques et le jeu permet le voyage dans le temps, entre le passé et le présent. Link a été choisi pour représenter le lien entre ces deux temporalités. Le nom du personnage est resté, mais le voyage dans le temps n'a pas été développé,. De ce concept subsiste un élément, les donjons, souterrains, qui gardent un héritage dans le livret, le nom de « sublunaire », et évoque l'une de ces deux temporalités. L'âge de Link, qui passe de l'adolescence à l'âge adulte, est choisi afin que le joueur puisse s'identifier au personnage : lorsque l'aventure démarre, Link est un garçon ordinaire, mais se renforce jusqu'à vaincre ses ennemis les plus puissants. Ainsi Link débute son aventure âgé de 10 ans, et a 16 ans dans sa suite en 1987. Sur les premiers dessins réalisés à la main, Link est droitier, tenant son épée dans la main droite et le bouclier dans l'autre. Cependant, il devient gaucher durant le développement. Une image de la version bêta, incluse par erreur dans le manuel de la version américaine, révèle également que le joueur pouvait à l'origine choisir entre l'épée et le boomerang avant de démarrer l'aventure. Le concept des quarts de cœur représentant la vie du personnage est créé par trois personnes, en particulier Takashi Tezuka et Toshihiko Nakago alors qu'ils travaillent sur des concepts à inclure dans le jeu. Il s'amusent à assembler des pièces d'un puzzle, ce qui les conduit à dessiner un cœur divisé en quatre fragments. Miyamoto, sans dire un mot, observe la scène, puis rentre chez lui. À son retour le lendemain, il déclare « je sais exactement où nous mène votre travail d'hier ». Miyamoto l'adapte à la barre de vie du personnage et ceci devient les fragments de cœur.
L'attaché de presse de l'équipe propose à Miyamoto la création d'un petit ouvrage d'illustrations ayant pour but de présenter plus en détail l'univers d'Hyrule. L'idée est d'offrir des photos des personnages, notamment de la princesse. Il présente à Miyamoto une photo de Zelda Fitzgerald, épouse de F. Scott Fitzgerald. Miyamoto n'est pas intéressé par ce livre, mais garde le prénom Zelda, qu'il apprécie particulièrement, et qui deviendra le nom de la princesse et de la franchise.  
D'un autre côté, le design des ennemis, notamment Ganon, est fortement inspiré du manga Dragon Ball, publié dès 1984 et durant le développement du jeu.

### Musique
Koji Kondo compose la bande-son de The Legend of Zelda. Il a quasiment carte blanche pour réaliser les musiques, car seules quelques demandes vaguement formulées et succinctes lui sont proposées. Pour la grotte figure l'inscription « courte musique de fond », pour les fontaines des fées, « fanfare, éclatant ». En 2016, Tezuka se demande « comment [Kondō] a pu composer quoi que ce soit avec ça ». Kondō reconnait qu'il ne sait pas à l'époque où il met les pieds et dévoile qu'il a « pris soin de conserver la sensation du monde [d'Hyrule] à l'esprit ». La tâche de retranscrire le sentiment de courir courageusement à travers le décor en donnant des coups d'épée, sans que cela ne lasse, est plus ardue que pour Mario, qui bondit ou vole. Suivant une première inspiration, Il décide d'adapter le Boléro de Maurice Ravel pour le thème principal du jeu, mais le droit d'auteur sur l'œuvre l'oblige à abandonner l'idée,. Il écrit un nouvel arrangement pour la carte du monde, qu'il réalise en un jour. Les musiques de Kondō contribuent à accroître la sensation d'aventure, et doivent refléter la nature de leurs environnements, chose compliquée à l'époque. Il donne à ses mélodies une grande ampleur et laisse au thème le temps de se développer en introduisant des variations, des ruptures et des harmonies travaillées. Le thème (généralement appelé Overworld, appelé à l'époque Above Ground), que l'on considère encore aujourd'hui comme le thème principal de la série, est avant tout développé pour illustrer les déplacements du joueur. Les musiques jouées dans les donjons ont pour but de susciter, chez le joueur, du stress et de l'angoisse en rapport avec la situation. Ce sont des thèmes courts et rapides qui tournent très vite en boucle, poussant le joueur à terminer son exploration le plus vite possible.
D'autre part, la musique fait partie intégrante du gameplay, notamment grâce à la flûte, élément indispensable à l'avancement dans la quête. Plus tard, la musique devient un élément clef dans la plupart des épisodes de la série, où le joueur peut effectuer des actions en jouant des mélodies.
Certains morceaux de la bande-son sont publiés dans des compilations ou bandes originales plus ou moins complètes comme The Hyrule Fantasy: The Legend of Zelda / Nazo no Murasamejo, ou Game Sound Museum ~Famicom Edition~ 10 The Legend of Zelda en 2004.

## Commercialisation et versions
The Legend of Zelda est édité par Nintendo en même temps que la Famicom Disk System, l'extension de la Famicom, le 21 février 1986, uniquement au Japon sur disquette pour le Famicom Disk System, sous le titre The Hyrule Fantasy ゼルダの伝説 (Zeruda no densetsu, lit. The Legend of Zelda),. Le jeu présente des temps de chargement lors des changements de zones ou de donjons, inhérents à la plate-forme et au format disquette. La Famicom Disk System, qui bénéficie d'une puce supplémentaire produisant un son plus riche que celui de la NES, permet au jeu de bénéficier d'une meilleure bande-son. De plus, des ennemis, appelés « Pols Voices », peuvent être éliminés en criant dans le micro de la manette Famicom.

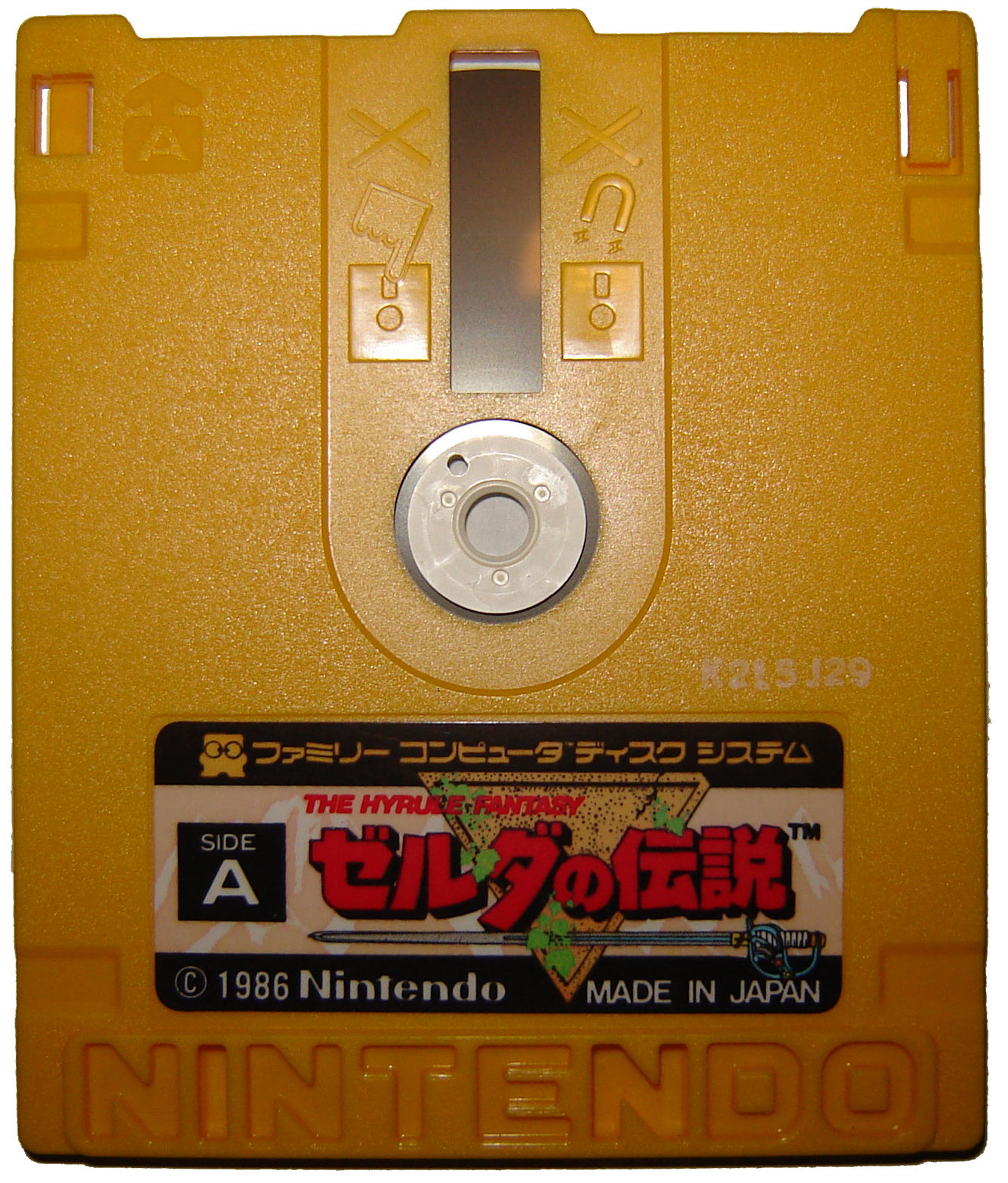
Disquette de la version originale.

Le jeu sort, plus d'un an plus tard sur NES, officiellement en juillet aux États-Unis,, cependant quelques sites web comme GameSpot ou Polygon rapportent la date du 22 août 1987,. Les sites web spécialisés dans le jeu vidéo Gamekult et Jeuxvideo.com rapportent la date du 15 novembre 1987 en référence à la sortie sur NES en Europe,. Cependant, la sortie s'effectue bien plus tard en France. Elle est initialement prévue pour juin 1988, mais des complications obligent Nintendo France à reporter la date de sortie à octobre 1988. L'historien français du jeu vidéo Florent Gorges explique dans un article paru en juin 2017 et centré sur le sujet de la date de sortie du jeu en France, que la sortie européenne est probablement erronée et que chaque pays possède donc sa date de sortie en fonction de son distributeur, ayant été tributaire de Nintendo of America et des envois de cartouches que la filiale américaine a effectué vers l'Europe. En occident, Nintendo commercialise le jeu dans une cartouche de couleur dorée,. La version NES est rééditée en 1992 en Europe et aux États-Unis dans la série Classic Series, dans une cartouche classique de couleur grise. En outre, le jeu est tardivement réédité sur cartouche au Japon en février 1994 profitant de la sortie récente de la Famicom AV, sous le titre The Legend of Zelda 1 (ゼルダの伝説１, Zeruda no Densetsu Wan). Les versions cartouche du jeu intègrent une puce électronique MMC1 (Memory Management Controller), qui permet le scrolling horizontal mais aussi vertical, et de stocker des jeux de plus grande taille que ce qui était possible auparavant. Elles intègrent également une pile qui permet de sauvegarder la progression du jeu.
The Legend of Zelda est porté et réédité par Nintendo dans la compilation The Legend of Zelda: Collector's Edition sortie sur GameCube en 2003,, et sur Game Boy Advance dans la série NES Classics en 2004. Le jeu sort également en version dématérialisée : en fin d'année 2006 sur la console virtuelle Wii, le 1er septembre 2011 sur celle de la Nintendo 3DS offert via le programme Ambassadeur, et commercialisé au Japon fin 2011 et enfin en 2012 dans le reste du monde,. Le jeu est finalement édité en août 2013 sur celle de la Wii U.
The Legend of Zelda est également disponible sur la réédition de la console NES, nommée NES Mini. Sortie le 10 novembre 2016, la console NES miniature permet de jouer à 30 jeux NES préinstallés. Le jeu est édité sur la Nintendo Switch via le service Nintendo Switch Online le 19 septembre 2018.

## Accueil

### Critiques de la version originale
Lors de sa sortie, The Legend of Zelda reçoit des critiques très élogieuses et obtient de très bonnes notes de la presse spécialisée. En juin 1986, lorsque Famitsu sort son no 1 alors que le jeu est disponible depuis quatre mois, les journalistes n'hésitent pas à qualifier le jeu de « génial », en s'attardant au cours de l'article aussi bien sur l'aspect sonore du jeu, considéré comme étonnant sur une Famicom, que sur le côté technique, ou sur le game design. Lors de sa sortie aux États-Unis en 1987, la presse vidéoludique indépendante a subi les ravages du krach du jeu vidéo de 1983 et est complètement décimée,. Toutefois, Computer Entertainer, un magazine principalement consacré à la micro-informatique, mais qui traite aussi les consoles, aborde le jeu et le considère comme le titre le plus attendu sur la console. Les journalistes se disent « impressionnés par les nombreuses merveilles de Zelda » et sont « totalement » scotchés par « cet excellent jeu »,. Lorsqu'il est publié en Europe, le jeu est déjà en tête des ventes au Japon, et les critiques s'aperçoivent rapidement que Zelda est un jeu hors du commun, une « réussite », qui va obtenir un grand succès,,.
Selon le magazine Tilt, The Legend of Zelda, à mi-chemin entre action et aventure, marque une évolution intéressante par rapport aux productions de l'époque sur NES. Le magazine Arcades Hebdo considère que le jeu associe « à merveille » le jeu d'action et le jeu d'aventure. Mais pour le magazine italien The Games Machine, le scénario n'est pas vraiment original. Il décèle les éléments couramment rencontrés dans les jeux d'action-aventure sur ordinateur, ce que confirme Computer Gaming World, mais qui considère que Nintendo a su les adapter sur console de salon. Génération 4 voit un défi immense mélangeant arcade, aventure et stratégie.
Le gameplay est qualifié de « suprême » par Computer and Video Games, qui remarque l'immensité de la carte qu'il faut explorer. Pour The Games Machine, un des points forts est l'immensité de la carte, ainsi que ses nombreux donjons souterrains qui comportent des ennemis plus forts et plus rapides, des clefs à trouver ou des passages secrets à découvrir. Le jeu est cependant « parfaitement équilibré », et notamment, la partie aventure, qui consiste à explorer le monde et à y résoudre les énigmes, trouver ou acheter des objets auprès de vendeurs, est plus présente que la partie action, ou combat. Génération 4 relève une quête pleine d'imprévus avec des énigmes à résoudre, des donjons à explorer et des objets à trouver ou acheter. D'ailleurs, The Games Machine considère qu'un des aspects les plus intéressants du jeu est la collecte d'objets, qui permet de faire progresser le personnage en le rendant de plus en plus puissant. Arcades Hebdo relève un univers comportant des « pistes de recherche inépuisables ». Selon Génération 4, la durée de vie du jeu assez longue ne le rend pas lassant : les situations et objets sont tellement nombreux que le jeu devient même addictif. The Games Machine rajoute que l'immensité et la variété du jeu assure une longévité inégalée dans un jeu sur console. Enfin, The Games Machine juge particulièrement gênant l'incapacité de Link à lancer des épées quand il n'a pas la totalité de son énergie.
La réalisation du jeu est de qualité, notamment les graphismes, malgré leur simplicité, selon Tilt,. Arcades Hebdo juge les graphismes variés et soignés. L'animation « irréprochable » est un « modèle de précision ». Computer and Video Games juge les graphismes et le son excellent. D'après Tilt, la bande-son est le côté le plus remarquable du jeu, aussi bien au niveau des bruitages que des musiques,.
Computer and Video Games et The Games Machine signalent un prix de vente un peu élevé, alors que Génération 4 rétorque qu'il est justifié par la finition et l'intérêt du jeu. Génération 4 pense que tout a été mis en œuvre pour faire du jeu une légende inoubliable, et, que le packaging « grandiose », avec sa boîte, sa cartouche dorée et la notice donnant des indices y participent. Ce n'est pas un jeu, « c'est un monument », un « must ». Tilt le qualifie de réussite. Arcades Hebdo conclut sa critique par : « avec [ce jeu], Nintendo nous gâte ! ». Computer Gaming World considère que The Legend of Zelda est un succès sensationnel.

### Passage à la postérité
Malgré les doutes de Nintendo sur son concept novateur,, The Legend of Zelda devient un killer game sur Famicom Disk System et selon Travis Fahs et Lucas Thomas du site web IGN, il a bousculé les idées établies au sujet de la conception des jeux vidéo au Japon. C'est aussi un succès tant critique que commercial sur NES. Il a marqué les esprits dès sa sortie, inaugurant une nouvelle approche du jeu de rôle, en établissant un nouveau sous-genre du jeu d'action-aventure. Pour la journaliste Romendil de Jeuxvideo.com, il est devenu un « grand classique du jeu vidéo par excellence, au même titre qu'un Mario Bros […] (qui) a su poser les bases de ce qui allait devenir une série culte, et demeurer dans le même temps un titre indémodable, fédérateur et représentatif du génie de Shigeru Miyamoto ». Il donne naissance à une série prolifique, comptant de nombreux épisodes tous aussi marquant les uns que les autres et l'une des plus appréciées du monde vidéoludique,. Plusieurs éditeurs ont tenté de copier et imiter The Legend of Zelda, mais peu ont réussi à atteindre le même succès commercial. Zelda est encore aujourd'hui l'une des franchises les plus appréciées, les plus populaires et influentes, aussi bien acclamée par la critique que par le public. De nombreuses rétrospectives donnent régulièrement au jeu le statut d'épisode fondateur de la série à l'influence importante,,.
The Legend of Zelda laisse un élément clef à ses contemporains, une innovation pratique : la batterie au lithium intégrée à sa cartouche de jeu qui permet de sauvegarder les parties. C'est également la première apparition de Link, l'un des personnages les plus reconnus de l'univers vidéoludique.

### Critiques de la version compilée surGameCube
The Legend of Zelda: Collector's Edition, compilation notamment qui intègre The Legend of Zelda, est très bien accueillie par la presse, considérée comme un « régal » et un « incontournable » pour les fans de la série,,. Concernant The Legend of Zelda, Ricardo Torres, du site web GameSpot, signale que les sticks analogiques sont fonctionnels, mais repère quelques ralentissements mineurs. Les journalistes d'IGN, voient des graphismes identiques à ceux de l'original, primitifs par nature, mais qui gardent un certain charme de la nostalgie. Selon eux, The Legend of Zelda a mieux vieilli que Zelda II, même si les deux ne sont finalement pas beaux visuellement. Le site web Gaming Target indique que les freezes et les problèmes d'affichage relatifs au format cartouche de la NES ont disparu. Il fait, de plus, remarquer que la seule différence avec l'original est le système de sauvegarde proposé.

### Critiques de la versionGame Boy Advance
La version Game Boy Advance de The Legend of Zelda est plutôt bien accueillie, les critiques trouvant encore un intérêt grâce à son gameplay malgré des visuels datés, près de quinze années après sa sortie. En novembre 2016, le jeu totalise une moyenne de notes de 79 % sur GameRankings, et 84 % sur Metacritic.
Jeff Gerstmann de GameSpot juge le gameplay comme étant un bon mélange d'action et de résolution d'énigmes simples. Selon lui, le jeu peut procurer au moins une dizaine d'heures de jeu à quelqu'un qui n'y a jamais joué, et même plus grâce à la seconde quête. Romendil de Jeuxvideo.com précise que l'intérêt du jeu n'a pas baissé, fort de son gameplay incontournable.
Pour Craig Harris du site web IGN, l'émulation du jeu est parfaite et cette version GBA met en exergue les capacités matérielles limitées de la NES, ce qu'il décèle lors des transitions de la carte un peu saccadées. Toutefois, lors de ces changements le joueur ne peut rien faire, ce qui selon lui n'affecte pas le gameplay. Gerstmann qualifie les graphismes du jeu d'identiques à la version originale, même si quelques fonds sont parfois écrasés. Cependant, ce n'est pas un problème pour lui, puisque c'est difficile à remarquer et que cela s'inscrit dans un univers graphique général daté. Globalement, les graphismes présentent « assez bien » compte tenu de leurs âges. Romendil évoque un « choc des graphismes » pour les néophytes, dont l'esthétique originelle a été gardée intacte, ce qui peut ravir les puristes.
Pour Harris, le thème musical principal de la carte du monde bénéficie d'une bonne conversion sur la portable de Nintendo. Gerstmann a le même avis et perçoit les musiques et les effets sonores comme à l'identique de la version originale. Pour Gerstmann et Romendil, le thème principal est toujours aussi prenant,.
Pour Trunks de Gamekult, The Legend of Zelda est un des seuls jeux à retenir de la série de rééditions NES sur Game Boy Advance, qu'il qualifie de titre encore remarquablement profond. Gerstmann fait le même constat, car malgré toutes ses suites et toutes les améliorations et nouveautés apportées à la série, le jeu tient encore la route en 2004. Romendil considère le jeu intéressant aussi bien pour les nouveaux joueurs que pour les habitués. Harris estime que le jeu est toujours immensément agréable en version portable. Néanmoins, Harris et Gerstmann considèrent l'intérêt du jeu limité, dans la mesure où il est déjà disponible sur GameCube depuis 2003, un an auparavant. Cependant, le jeu offre encore de « nombreuses qualités » du point de vue de son système de jeu, près de quinze années après sa sortie,.

### Critiques des rééditions en version dématérialisée
Jeff Gerstmann de GameSpot fait la même analyse pour la version Wii que pour la version GBA. Une fois encore, le jeu résiste à la « ringardisation » grâce à son gameplay. Il rajoute que la configuration des deux seuls boutons disponibles sur la manette NES est idéale. Un bouton pour l'épée et le deuxième, qui permet de configurer tous les autres objets, fonctionnent toujours plutôt bien en 2007. Lucas M. Thomas d'IGN considère que le jeu mérite d'être acheté et permet à ceux qui ne les connaissent pas, de découvrir les origines de la série. Il conclut sur les mêmes analyses que ses confrères, notamment un gameplay et des compositions musicales exceptionnelles, des graphismes datés qui néanmoins à l'époque étaient superbes. Il fait cependant remarquer que sur Wii, le système de sauvegarde est un peu différent de l'original, puisque à l'époque après une sauvegarde, le joueur recommençait avec seulement trois cœurs de vie au début de la zone où se situait le personnage, alors que sur Wii, le jeu est simplement mis en pause. Le jeu reprend ainsi sans perte de vie, ni déplacement. NintendoLife fait globalement le même constat. Zelda, qui « a bien vieilli », bénéficie d'une « bande-son brillante », de « visuels créatifs » et d'une « aventure magistrale », offre une « expérience de jeu profonde ». Toutefois, l'absence d'indication dans le jeu pourrait dérouter ceux qui ne s'y attendent pas, dû au fait que le manuel de jeu est absent dans les versions dématérialisées.

### Distinctions
The Legend of Zelda figure dans de nombreux classements réalisés par les professionnels. Le magazine Nintendo Power le désigne meilleur jeu NES jamais créé. GamesRadar+ le désigne troisième meilleur jeu NES jamais créé, derrière Mega Man 2 et Super Mario Bros. 3. Le site web IGN le classe à la 11e place de son classement des 125 meilleurs jeux Nintendo de tous les temps. Computer Gaming World le nomme meilleur jeu d'aventure Nintendo pour l'année 1988. Le magazine Game Informer le place au premier rang dans son numéro 100 d'août 2001, dans son classement des 100 meilleurs jeux vidéo de tous les temps (Game Informer's Top 100 Games Of All Time), mais aussi dans son Top 200 (The Top 200 Games Of All Time) à l'occasion de son no 200. Le magazine Electronic Gaming Monthly le place à la 13e place dans son 100 Best Games Ever pour son 100e numéro en 1997, à la 25e place lors de son 150e numéro en 2002,, puis cinquième de son The Greatest 200 Videogames of Their Time (les meilleurs 200 jeux vidéo de leur temps). Nintendo Power le classe à la 1re place de son Top 30 dans son no 3 de novembre-décembre 1988. Nintendo Power le place au 7e rang des meilleurs jeux de son Top 200. Deux ans plus tard, Nintendo Power le place de nouveau à la 1re place dans son Best of the Best sur NES. Official Nintendo Magazine le classe au 77e rang des meilleurs jeux Nintendo de tous les temps. En 2007, Hardcore Gamer le place dans son The Hardcore Gamer Hall of Fame, liste des jeux les plus importants, influents ou historiques. The Legend of Zelda entre dans le Hall of Fame de GameSpy en août 2000, et devient le cinquantième meilleur jeu de tous les temps. GameSpot le désigne comme l'un des quinze jeux les plus influents de tous les temps, notamment pour être un exemple précoce de monde ouvert et de gameplay non linéaire. En septembre 2017, le site français Jeuxvideo.com le classe 87e meilleur jeu  de tous les temps. Il figure parmi les jeux sélectionnés dans le livre Les 1001 jeux vidéo auxquels il faut avoir joué dans sa vie.
The Legend of Zelda est un succès aussi bien auprès des critiques que des joueurs. Par exemple, les lecteurs de Nintendo Power placent le jeu à la première place du Top 30 des meilleurs jeux dès le premier numéro de juillet-août 1988, qui y reste jusqu'au début des années 1990. Le jeu est également désigné par les lecteurs best challenge (meilleur challenge) dans les Nintendo Power Awards '88. Les lecteurs du site 1UP.com le classe à la 14e place du classement The Essential 100. Les lecteurs du site web IGN le placent au 80e rang de leurs Readers' Top 99 Games. Les lecteurs du magazine japonais populaire Weekly Famitsu le désignent meilleur jeu Famicom sorti au Japon.

### Ventes
The Legend of Zelda est l'une des meilleures ventes de jeu de Nintendo avec 6,51 millions d'exemplaires écoulés. C'est le premier jeu NES à passer la barre du million de ventes. C'est aussi la cinquième meilleure vente de jeux Nintendo sur NES, seulement dépassé par les trois premières itérations de la série Super Mario Bros. et Duck Hunt, dont les ventes sont boostées par son bundle avec Super Mario Bros. et la console NES.
Le jeu fait partie des meilleures ventes Nintendo au Japon durant l'année 1988 et totalise finalement 1,69 million de ventes durant son exploitation, s'imposant comme la douzième meilleure vente sur Famicom (Famicom Disk System) au Japon. Les ventes sont toutefois limitées aux possesseurs de l'extension. C'est beaucoup moins que Mario, qui franchit les 6,8 millions d'unités écoulées, mais cela reste une « performance ». Comparativement, Dragon Quest, qui sort trois mois après, ne s'écoule qu'à 1,5 million d'unités et Final Fantasy, qui sort près de deux ans après, ne totalise que 500 000 ventes — le succès de ces deux séries arrive plus progressivement, avec Dragon Quest II et Dragon Quest III, respectivement au dessus d'un million et 3,82 millions de ventes, et Final Fantasy attend son troisième opus pour dépasser la barre du million d'exemplaires écoulés.
The Legend of Zelda réalise 74 % de ses ventes hors du Japon, comme la plupart des grosses réussites de Nintendo telles que Super Mario Bros. 3 (78 %), Tetris (68 %) ou Metroid (62 %). Le jeu fait donc des records de ventes aux États-Unis dès sa sortie en 1987, où il s'écoule à plus d'un million d'exemplaires durant le premier mois d’exploitation. En novembre 1988, plus de deux millions de cartouches du jeu sont vendues.

## Postérité

### Influence sur le genre du jeu vidéo de rôle
The Legend of Zelda est considéré comme un précurseur spirituel du jeu vidéo de rôle moderne,. Bien qu'il ne fasse pas partie du genre car il ne contient pas des mécaniques clefs du RPG comme les points d'expérience, le jeu comporte beaucoup d'éléments du jeu vidéo de rôle et sert de modèle au genre action-RPG,. Son succès commercial pose les bases de jeux non-linéaires dans l'ambiance fantasy, tels que Crystalis, Soul Blazer, les jeux de la série Mana de Square, The Adventures of Alundra et Brave Fencer Musashi.
The Legend of Zelda est en partie à l'origine de l'essor des jeux de rôle sur ordinateur depuis la fin des années 1980, tels que des jeux Origin Systems comme Times of Lore. La série The Legend of Zelda continue à exercer son l'influence durant les décennies qui suivent, aussi bien sur les jeux de rôle sur consoles ou sur ordinateurs, que sur les jeux qui intègrent un système de points d'expérience se jouant au tour par tour, ou ceux qui intègrent des combats en temps réel. Depuis sa sortie en Occident, The Legend of Zelda est considéré comme un nouveau genre du jeu de rôle avec des éléments d'action-aventure, mais conserve tous les marqueurs des jeux de rôle japonais sur ordinateur. Par ailleurs, beaucoup de débats remettent en cause le statut de jeu d'action-RPG qui lui est parfois donné.

### Influence sur Nintendo en France
Depuis la sortie de la console NES en France en octobre 1987, c'est la société ASD, dirigée par Patrick Lavanant, qui est chargée de la distribution des jeux, jusqu'en janvier 1988 où l'entreprise fait faillite. C'est la nouvelle filiale Nintendo France (NF), travaillant en coopération avec Bandai, qui reprend la tâche (jusqu'à la mise en place de la réelle entité Nintendo France, capable de distribuer les jeux en France sans l'aide de Bandai, en 1992 ou 1993),. La filiale française n'a aucun contact avec la maison mère japonaise et quand la direction appelle le Japon, « c'est la forteresse imprenable ». Ils ne connaissent même pas leurs interlocuteurs français, qui sont obligés de traiter directement avec la filiale américaine Nintendo of America (NoA). Les usines au Japon tournent à plein régime pour produire les cartouches destinées au marché nippon et américain. Dès lors, il reste peu de place pour la fabrication de cartouches à destination de l'Europe, d'autant plus que le marché européen, et plus précisément français, ne représente quasiment rien, par rapport aux volumes de ventes américain et japonais. Il est donc difficile pour Nintendo France d'arriver à se faire livrer des cartouches en grosse quantité et rapidement dès leur parution.
Les envois de cassettes vers l'Europe sont traités directement avec Ron Judy, le président de NoA, qui est a priori commissionné sur les ventes de cartouches qu'il réalise, notamment les jeux édités sous licence Nintendo. Il n'a donc que peu d'intérêt à envoyer des hits en Europe, sur lesquels il ne touchera rien, alors qu'il peut les vendre aisément aux États-Unis. Les jeux sont envoyés en quantité limitée, mais NF est également restreinte dans les choix et ne peut accéder qu'à une liste restreinte de jeux. D'autre part, à chaque commande, afin d'obtenir seulement une poignée de Zelda, NF doit commander une immense quantité de jeux moins attractifs comme Duck Hunt. Ceci permet à NoA d'écouler ses invendus et de monopoliser les chaines de production pour les hits en anglais destinés au marché japonais et américain. En outre, la forte de demande en cartouches de par le monde crée régulièrement des pénuries de ROM, les chaines arrivant déjà péniblement à fournir le marché américain, ce qui pousse aussi NoA à monopoliser les chaines et minimiser les envois vers l'Europe. La filiale française commence son activité début 1988 avec zéro volume de vente, donc zéro franc de chiffre d'affaires et n'a aucun poids face à NoA et ses millions de ventes et doit de ce fait subir les choix de ces derniers. La sortie de The Legend of Zelda est effectuée tardivement en France en octobre 1988, plus d'un an après la sortie américaine, faute de cartouches à commercialiser. Même si les ventes progressent constamment, NF n'a aucun poids et aucun pouvoir. Force est de constater que NF souffre d'un désintérêt de la part de la maison mère.
Les jeux proposés en France sur NES, que la direction de l'époque qualifie elle-même de « nanars », sont anciens et pas très attirants et c'est une position que la presse spécialisée française partage largement. Les jeux que Nintendo France peut mettre sur le marché sont sortis depuis longtemps sur le marché américain et japonais, et ne sont pas les gros succès qui sortent là-bas. Mis à part l'énorme succès Super Mario Bros., l'entreprise française n'a à sa disposition que des jeux comme Soccer, Tennis, Slalom, Balloon Fight, Duck Hunt, ou Donkey Kong. À l'époque de la sortie de Zelda, l'image de NF en France est donc assez déplorable, jouissant d'une réputation négative auprès des professionnels du secteur, notamment les journalistes, mais aussi auprès des joueurs. En Europe, Sega dépasse largement Nintendo, qui propose des conversions directes de ses jeux d'arcade sur sa Master System, notamment Out Run, Wonder Boy, Shinobi, Thunder Blade ou Space Harrier, mais aussi R-Type. Si seulement quelques dizaines de geeks et de joueurs biens informés crient au scandale en réclamant désespérément la sortie de The Legend of Zelda, Nintendo France attend ce titre « comme le messie ». Durant le premier mois d’exploitation aux États-Unis, Zelda se vend à plus d'un million d'exemplaires. NF sait qu'elle pourrait profiter de ce jeu d'un nouveau genre, plus mature, plus intéressant, plus profond, qui est un succès, qui pourrait redorer son blason et changer l'image auprès des joueurs des professionnels du secteurs et faire progresser la filiale en termes de ventes. Pour NF, The Legend of Zelda est aussi une arme marketing face aux critiques de l'époque envers le jeu vidéo (abrutissement, violence...).
En France, le succès de The Legend of Zelda n'est pas immédiat, mais plutôt progressif à partir de sa sortie en octobre 1988. Un travail de longue haleine, notamment avec les médias et les distributeurs, permet progressivement d'installer Zelda et de le mener au succès. Par exemple, la grande distribution rebute un peu à accueillir les meubles d’exposition de jeux Nintendo. Mais le succès venant, les grandes surfaces deviennent peu après demandeuses des bornes d'exposition. Des solutions et dossiers sont régulièrement proposés à la presse spécialisée afin de les inclure dans les magazines, mais aussi à la télévision (notamment FR3). Une hotline appelée SOS Nintendo est même créée pour pallier la demande d'aide des joueurs, au départ par la directrice de la filiale française à l'époque, Ève-Lise Blanc Deleuze, puis à la suite du succès du jeu et de l'afflux d'appels, par des employés recrutés pour la tâche. Bien que d'autres jeux tels que Mario ou Punch-Out!! font l'objet d'appels téléphoniques, la quasi-totalité des demandes concerne Zelda. Les fortes ventes de The Legend of Zelda boostent alors les ventes de la console en France. D'après Blanc Deleuze, la sortie de The Legend of Zelda a été un redémarrage pour Nintendo après le succès un peu vieillissant de Super Mario Bros.. Selon Florent Gorges, historien du jeu vidéo, auteur d'ouvrages et d'articles sur l'histoire du jeu vidéo, de Mario et de Zelda, « indéniablement, The Legend of Zelda occupe une place tout à fait particulière dans la [préhistoire] de la NES et de Nintendo en France […] (et) a définitivement fait bouger les lignes des jeux sur consoles… ».

### Série
À l'origine, Miyamoto n'imagine pas créer un jeu qui va devenir populaire, ni même l'une des franchises dominant la culture vidéoludique,. Pourtant, The Legend of Zelda est un succès et le point de départ d'une série de jeux vidéo prolifique, dont tous les opus le prennent pour modèle,. Il pose les bases de la série, que sont un univers de fantasy, le royaume d'Hyrule, avec ses trois héros Link, Zelda et Ganon, la Triforce, mais aussi son système de jeu basé sur l'exploration, l'acquisition d'objets et la progression du personnage. Ce jeu comme ses diverses suites inspirent également d'autres jeux comme Ōkami, Darksiders ou 3D Dot Game Heroes.
La série des jeux Zelda ne cesse de se renforcer au fil des années, grâce à de nombreux préquelles et spin-off, quasi-exclusivement sortis sur plates-formes de jeu Nintendo, aussi bien sur console de salon que sur portable. Chaque jeu propose les mêmes personnages et les mêmes lieux, souvent avec quelques petites particularités. Cependant, peu d’indices permettent de les placer les uns par rapport aux autres, ou de comprendre une cohérence dans la série. Miyamoto a toujours affirmé que les jeux sont élaborés avec une logique de gameplay plutôt que dans un désir d'homogénéité scénaristique. Il a cependant dévoilé qu'il existe un document interne confidentiel, décrivant une chronologie générale qui permet de replacer les jeux dans la série. Eiji Aonuma a déjà révélé que The Legend of Zelda: Ocarina of Time est le jeu qui scinde la série dans plusieurs temporalités différentes. Finalement, Nintendo publie en 2011 une chronologie dans l'ouvrage intitulé Hyrule Historia : Encyclopédie de The Legend of Zelda, qui confirme un axe commun partant de The Legend of Zelda: Skyward Sword dans lequel ce monde prend naissance, jusqu'à Ocarina of Time, épisode clef duquel se séparent trois chronologies parallèles. La première considère la victoire de Ganon dans Ocarina of Time, dans laquelle est situé le jeu The Legend of Zelda, et les deux autres envisagent sa défaite et met en scène dans l'une, Link durant son enfance, et dans l'autre, Link à l'âge adulte,.
Les jeux les plus remarqués et les plus appréciés sont d'abord The Legend of Zelda: A Link to the Past, puis The Legend of Zelda: Ocarina of Time et The Legend of Zelda: Majora's Mask,,,.

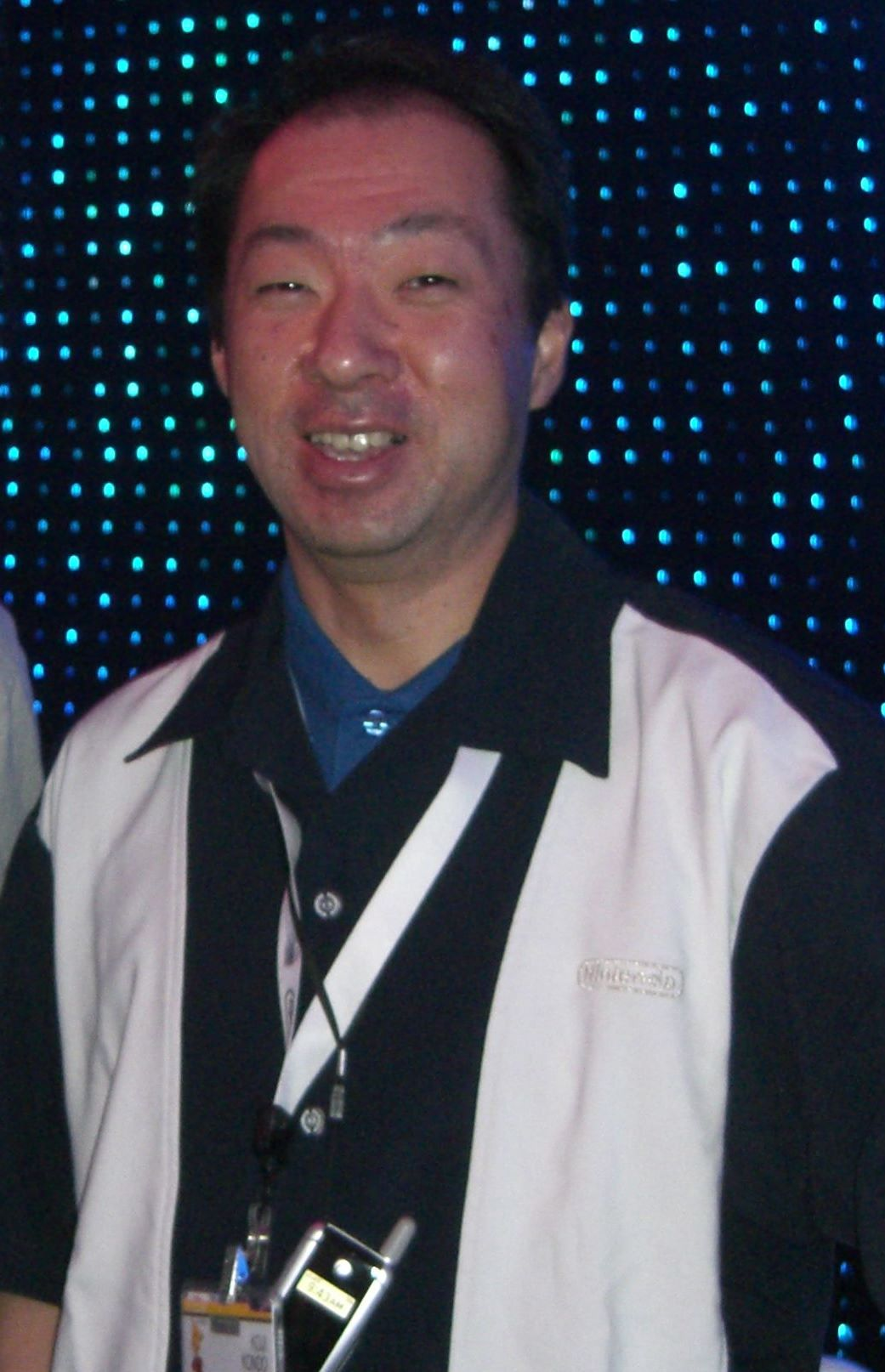
Composé par Koji Kondo, le thème principal de The Legend of Zelda (généralement appelé Overworld), est devenu un classique du jeu vidéo.

Le thème principal de The Legend of Zelda, devenu un classique du jeu vidéo, sert d'inspiration, et est repris et adapté dans de nombreux jeux de la série,. Jeuxvideo.com le désigne en janvier 2019 comme le thème le plus emblématique du jeu vidéo. Il figure dans des versions modifiées dans des jeux comme The Adventure of Link, Ocarina of Time, The Wind Waker, Twilight Princess et Phantom Hourglass, mais aussi intégralement dans A Link to the Past, Link's Awakening, Oracle of Seasons et Ages ou Majora's Mask. De nombreux épisodes de la série s'inspirent de l'usage de la flûte dans The Legend of Zelda. La musique fait partie intégrante du gameplay de la série, puisqu'une majorité de jeux utilisent les instruments à vent à des moments clefs des scénarios. Ils peuvent avoir des effets divers comme permettre au joueur de se téléporter d'un lieu à un autre, d'ouvrir des portes, de vaincre certains ennemis, d'entrer en communication avec certains personnages, d'invoquer des épouvantails, des pierres, ou la pluie…

### Adaptation

#### Jeux vidéo
En 1995, Nintendo adapte The Legend of Zelda sur Satellaview, une extension matérielle de la Super Nintendo, dans des versions sensiblement modifiées de la version originale The Hyrule Fantasy: The Legend of Zelda. Le Satellaview est un modem satellite se branchant sur la console, qui permet à Nintendo, en collaboration avec le diffuseur japonais de radio par satellite St.GIGA, d'émettre des données, notamment des jeux. Le joueur peut se connecter à certaines heures pour bénéficier de certains programmes et les faire fonctionner sur la Super Nintendo. Du 6 août au 2 septembre 1995, Nintendo publie quatre versions épisodiques hebdomadaires, intitulées BS Zelda no densetsu (BS ゼルダの伝説), chacune rediffusée une fois jusqu'en janvier 1997. BS Zelda no densetsu comporte des graphismes améliorés, une carte du monde plus petite et des donjons différents. Le personnage joueur n'est pas Link, mais au choix du joueur, la mascotte du Satellaview, le garçon avec une casquette de baseball ou la fille aux cheveux roux. BS Zelda no densetsu est le premier jeu Satellaview à comporter une bande-son SoundLink, une piste audio diffusée en streaming, qui, chaque minute, invite le joueur à écouter attentivement une voix off diffusée en direct durant le jeu depuis les studios de St.GIGA et qui fournit des indices sur l'intrigue ou sur le gameplay,,. Entre le 30 décembre 1995 et le 6 janvier 1996, quatre versions épisodiques hebdomadaires, intitulées BS Zelda no densetsu MAP 2 (BS ゼルダの伝説ＭＡＰ２) sont diffusées sur le Satellaview. Elles sont rediffusées une seule fois, en mars 1996. C'est l'équivalent de la seconde quête de The Legend of Zelda.
Nintendo commercialise également des produits dérivés, notamment en 1989 des montres simplement intitulée The Legend of Zelda  permettant de jouer à une adaptation du jeu. Fabriquées par Nelsonic, ces montres ont été commercialisées en plusieurs couleurs,,. En 1986, la marque japonaise Myojo Foods lance une campagne publicitaire dans laquelle une disquette du jeu original, intitulée Zelda no Densetsu: Teikyō Charumera (ゼルダの伝説　提供　チャルメラ) est distribuée dans chaque boîte de nouilles de la marque Charumera. C'est l'un des plus rares objets de la gamme Famicom, qui se vend aux alentours de 180 livres sterling dans les boutiques de retrogaming au Japon.

#### Produits dérivés
La licence connaît de nombreuses adaptations sur divers supports et médias autre que le jeu vidéo, comme le manga, le dessin animé, ou des produits de merchandising. Nintendo commercialise des figurines ou jouets, des tee-shirts, des peluches, des jeux de plateau, des serviettes, de la vaisselle, des céréales (Nintendo Cereal System), un véritable ocarina ou même un Monopoly entièrement à l'effigie de la série,,.
En 1989, une série télévisée d'animation composée de treize épisodes est adaptée de The Legend of Zelda (ainsi que de The Adventure of Link). D'une qualité moyenne, ce dessin animé ne connaît pas le succès, notamment à cause du design, de l'animation, du scénario de qualité médiocre, et de la personnalité trop affirmée de Link, différente de celle des jeux,,.
Dès 1990, divers mangas et comics s'inspirent de The Legend of Zelda,,.

### Communauté
La franchise The Legend of Zelda est devenue une ressource culturelle, comptant de nombreux fans produisant du contenu. De nombreux sites web amateurs consacrés à la série proposent divers contenus comme des listes d'objets, des walkthrough, forums ou dessins d'art. Les musiques du jeu sont régulièrement rejouées par des pianistes, ou guitaristes. Le contenu généré par les fans prend aussi la forme de dessins animés, de fanfiction, ou de cosplay, avec même des accessoires officiels.
Plusieurs jeux vidéo amateurs ont été créés par des fans. Zelda Classic est un programme PC réalisé par des fans qui permet à n'importe qui de créer son propre jeu Zelda. Ce jeu réplique exactement le design de The Legend of Zelda, mais permet au joueur de tout modifier, notamment le placement des murs, des objets, les compétences. En 2016, Nintendo, protégeant sa franchise, intervient pour stopper un projet amateur intitulé Zelda30Tribute. Ce jeu par navigateur reproduit au pixel près le premier jeu de la série dans un univers en trois dimensions. Le projet s'arrête trois jours après sa sortie, le 7 avril 2016,,.
Enfin, The Legend of Zelda n’échappe pas au speedrun, aussi bien pour la principale que la seconde quête,.